# Хлоя и Тео
Хлоя и Тео (англ. Chloe and Theo) — американский независимый фильм-драма 2015 года режиссёра Эзны Сэндс (Ezna Sands). В главных ролях: Дакота Джонсон, Мира Сорвино и Тео Икуммакью (англ. Theo Ikummaq). По мотивам реальной истории путешествия Тео в США, где он встретился с продюсером этого фильма Моникой Орд (англ. Monica Ord). Фильм выпущен в прокат в США 4 сентября 2015 года ограниченным тиражом, а также доступен через сервис видео по запросу.

## Сюжет
С давних времен инуиты живут на севере, где есть только лед, снег, мороз и тишина. Они благодарны природе за её дары и привыкли жить в гармонии с ней. Именно в этом краю родился и вырос инуит Тео, которому предстоит покинуть холодную Арктику и отправиться на юг, чтобы предупредить людей о надвигающейся экологической катастрофе. Глобальное потепление неумолимо влияет на всю планету. Арктические ледники постоянно тают и жители севера куда более отчетливо понимают к каким последствиям это может привести.
Тео поручают важную миссию — разыскать на юге старейшин и сообщить им о большой проблеме. Судьба забрасывает эскимоса в многолюдный, суетливый Нью-Йорк, где Тео знакомится с молодой бездомной девчонкой по имени Хлоя. Узнав историю странного эскимоса, девушка решает помочь ему, но в своем желании донести правду до людей Хлоя и Тео сталкиваются с множественными проблемами.

## В ролях
| Актёр          | Роль       |
| -------------- | ---------- |
| Дакота Джонсон | Хлоя       |
| Мира Сорвино   | Моника     |
| Theo Ikummaq   | Тео        |
| Ларри Кинг     | Ларри Кинг |